# Episodi di Walker Texas Ranger (quarta stagione)

Logo della quarta stagione

La quarta stagione della serie televisiva Walker Texas Ranger è formata da 26 episodi ed è stata trasmessa sul canale statunitense CBS dal 23 settembre 1996 al 18 maggio 1997. In Italia è stata trasmessa su Italia 1 dal 23 settembre 1998 al 20 maggio 1999.
| nº | Titolo originale        | Titolo italiano             | Prima TV USA      | Prima TV Italia   |
| -- | ----------------------- | --------------------------- | ----------------- | ----------------- |
| 1  | Blown Apart             | Furia esplosiva             | 23 settembre 1995 | 23 settembre 1998 |
| 2  | Deep Cover              | Missione Miami              | 30 settembre 1995 | 23 settembre 1998 |
| 3  | The Guardians           | I guardiani                 | 7 ottobre 1995    | 23 settembre 1998 |
| 4  | Collision Course        | Rotta di collisione         | 14 ottobre 1995   | 23 settembre 1998 |
| 5  | Point After             | Scommesse clandestine       | 21 ottobre 1995   | 23 settembre 1998 |
| 6  | Evil in the Night       | Spiriti nella notte         | 4 novembre 1995   | 23 settembre 1998 |
| 7  | Final Justice           | Istinto di giustizia        | 11 novembre 1995  | 23 settembre 1998 |
| 8  | The Lynching            | Il linciaggio               | 18 novembre 1995  | 23 settembre 1998 |
| 9  | Whitewater: Part 1 & 2  | Acque bianche               | 25 novembre 1995  | 23 settembre 1998 |
| 10 | Whitewater: Part 1 & 2  | Acque bianche               | 2 dicembre 1995   | 23 settembre 1998 |
| 11 | The Covenant            | Bande rivali                | 9 dicembre 1995   | 23 settembre 1998 |
| 12 | Rodeo                   | Rodeo                       | 6 gennaio 1996    | 23 settembre 1998 |
| 13 | Flashpoint              | Una pace difficile          | 13 gennaio 1996   | 23 settembre 1998 |
| 14 | Break In                | L’uomo di ghiaccio          | 20 gennaio 1996   | 23 settembre 1998 |
| 15 | The Return of LaRue     | Il ritorno di LaRue         | 3 febbraio 1996   | 23 settembre 1998 |
| 16 | The Juggernaut          | Libera come l’aria          | 10 febbraio 1996  | 23 settembre 1998 |
| 17 | El Coyote: Part 1 & 2   | La frontiera dell’inferno   | 17 febbraio 1996  | 23 settembre 1998 |
| 18 | El Coyote: Part 1 & 2   | La frontiera dell’inferno   | 24 febbraio 1996  | 23 settembre 1998 |
| 19 | The Avenger             | Il vendicatore              | 2 marzo 1996      | 23 settembre 1998 |
| 20 | Behind the Badge        | Dietro il distintivo        | 23 marzo 1996     | 23 settembre 1998 |
| 21 | Blackout                | Amnesia temporanea          | 6 aprile 1996     | 23 settembre 1998 |
| 22 | Deadline                | Gli intoccabili             | 13 aprile 1996    | 23 settembre 1998 |
| 23 | The Siege               | L’assedio                   | 27 aprile 1996    | 23 settembre 1998 |
| 24 | The Moscow Connection   | L'appeso                    | 4 maggio 1996     | 23 settembre 1998 |
| 25 | Miracle at Middle Creek | La leggenda del lupo magico | 11 maggio 1996    | 23 settembre 1998 |
| 26 | Hall of Fame            | La partita                  | 18 maggio 1996    | 23 settembre 1998 |

## Furia esplosiva
- Titolo originale: Blown Apart
- Diretto da: Tony Mordente
- Scritto da: Terry D. Nelson

### Trama
Un criminale fuggito dal manicomio vuole vendicarsi di tutti coloro che ve l'avevano mandato. Fa esplodere la casa del giudice, uccidendolo, poi se la prende con Alex, che lega con una bomba addosso; Walker arriva però in tempo per disinnescare la bomba. La vendetta dell'uomo procede: tenta di uccidere sua moglie, che l'aveva denunciato, ma viene salvata anch'essa da Walker. Il Ranger sfugge lui stesso ad alcune esplosioni, ma non riesce a salvare la radiofonista, mentre il criminale cerca di ricostruire il rapporto con sua figlia. Poiché la bambina si preoccupa per sua madre, però, il pazzo la considera "contaminata" e decide di farla saltare in aria assieme all'intero quartiere dove lui era cresciuto. Avendo decifrato il diario dell'uomo Walker anticipa la sua mossa e fa evacuare la zona; Walker e il criminale si affrontano mentre la bambina scappa. Durante la lotta innescano però una bomba e l'uomo muore nell'esplosione.

## Missione Miami
- Titolo originale: Deep Cover
- Diretto da: Tony Mordente
- Scritto da: Calvin Clements Jr.

### Trama
Durante un'operazione antidroga a Miami un'agente infiltrata, Alicia, viene scoperta e catturata dal boss della droga Carlos Darius, che fa uccidere inoltre un altro agente. L'operazione coinvolge anche i Ranger e Walker si finge uno spacciatore per entrare in contatto con i criminali. La messa in scena comprende anche il suo finto arresto da parte di Trivette e ha successo, poiché Walker viene poi invitato dal boss a una festa nella sua villa. Il Ranger riesce a scoprire la stanza dove è tenuta prigioniera la donna e scopre che un grosso carico di droga deve arrivare nel porto la notte successiva. Mentre Trivette e gli altri agenti arrestano gli spacciatori, Walker e Jane, la collega dell'agente rapita, tornano di nascosto alla villa e liberano la donna. Si scontrano con la gigantesca guardia del corpo del boss che mette in difficoltà lo stesso Walker: con l'aiuto della collega il Ranger riesce tuttavia a gettare l'uomo nella piscina e trascinandolo sott'acqua lo sconfigge. Fermato anche il boss che cercava di fuggire in macchina la missione di Walker e Trivette si è conclusa e i due Ranger tornano a Dallas.
● Guest Star: Andrew Divoff (Carlos Darius), Calvin Lane (guardia del corpo), Amanda Wyss (Alicia), Kathy Long (Jane)

## I guardiani
- Titolo originale: The Guardians
- Diretto da: Michael Preece
- Scritto da: Bruce Cervi e John Lansing

### Trama
In una piattaforma petrolifera capitano vari incidenti, di cui due mortali, e i Ranger vengono chiamati a indagare. Walker e Trivette scoprono che un fanatico ambientalista si è infiltrato tra gli operai, ma non avendo le prove che sia lui il colpevole Walker si reca sul posto fingendosi anch'egli un operaio. L'ambientalista e alcuni suoi complici, che si definiscono "i guardiani della Terra", hanno intenzione di fare esplodere la piattaforma; Walker avverte il capo dei lavori, ma quest'ultimo non fa in tempo a chiamare rinforzi perché i killer lo uccidono e distruggono la radio. Dopo avere rinchiuso gli operai in una stanza i criminali piazzano alcune cariche esplosive; Walker tuttavia è sfuggito alla cattura e sconfigge la banda, carica le bombe su un motoscafo facendole esplodere lontano dalla piattaforma e cattura l'ambientalista che cercava di fuggire.

## Rotta di collisione
- Titolo originale: Collision Course
- Diretto da: Chuck Bowman
- Scritto da: Jim Brynes

### Trama
La nipote di C.D. sta per sposarsi, ma viene rapita dal suo ex fidanzato che è appena uscito di prigione. Il giovane è ossessionato dalle imprese di Bonnie e Clyde e vuole imitarle, così inizia a compiere rapine facendo credere che la ragazza sia sua complice; la sua pazzia aumenta quando il gestore di una radio locale lo paragona appunto a Clyde e annuncia che è stata messa una taglia sulla sua testa. Il giovane rifiuta di arrendersi, poiché vuole morire ammazzato come il suo idolo e diventare famoso: ciò aumenta la preoccupazione di C.D., che teme che anche sua nipote finisca uccisa in una sparatoria. Dopo essere sfuggito ai Ranger e ai cacciatori di taglie il delinquente cerca di uccidere il gestore della radio che l'aveva irritato ma Walker e C.D. lo aspettano sul posto. Il giovane si fa scudo con la ragazza, ma Walker riesce a sconfiggerlo, salvando la ragazza.

## Scommesse clandestine
- Titolo originale: Point After
- Diretto da: Joe Coppoletta
- Scritto da: Ronald M. Cohen (soggetto); Rick Husky (sceneggiatura)

### Trama
Trivette aiuta ad allenare una squadra di rugby in un liceo; poco dopo l'allenatore ufficiale muore per un incidente. La vedova racconta che il marito aveva ricevuto delle minacce e Walker si accorge che effettivamente non è stato un incidente; inizia quindi ad indagare aiutato dalla giornalista conosciuta un anno prima. Il Ranger sorprende un uomo a casa della vittima, arrestandolo, che però viene ucciso in prigione. Interrogando uno dei ragazzi, Walker e Trivette scoprono che lui e un suo amico sono stati ricattati perché perdano la partita, e che su questa vi sono forti scommesse. In seguito Walker risale a chi organizza le scommesse e ha ordinato l'uccisione dell'allenatore, ma deve salvarsi da un paio di attentati prima di arrestarlo. Il giorno della partita i ragazzi riescono a vincere per ricordare il loro allenatore.

## Spiriti nella notte
- Titolo originale: Evil in the Night
- Diretto da: Michael Preece
- Scritto da: Tom Blomquist

### Trama
A Dallas viene aperto un cantiere su un cimitero indiano e uno stregone, risvegliatosi dalla tomba, richiama in vita gli altri spiriti per uccidere chiunque invada il cimitero offendendo il luogo sacro. Due ragazzini che capitano nella zona muoiono di paura dopo avere visto i fantasmi, ma nessuno crede al racconto del guardiano tranne Walker. Lo stregone ordina agli spiriti di uccidere l'architetto del cantiere: l'arrivo di Walker e Trivette mette in fuga i fantasmi, ma l'uomo viene poi trovato impiccato a casa sua. Il direttore dei lavori, per sfuggire allo stregone, finisce investito per strada. Walker si rivolge allo sciamano Aquila Bianca, che gli spiega come affrontare lo stregone. Quest'ultimo cerca di distruggere Walker ricordandogli episodi del suo passato che avrebbe voluto dimenticare, ma il Ranger riesce a resistere ai sensi di colpa; una giornalista entra intanto nel cantiere e lo stregone la cattura per sacrificarla agli spiriti. Walker riesce a sconfiggere lo stregone che precipita di nuovo nella tomba; Trivette ed Alex radunano alcuni anziani Cherokee che placano gli spiriti con le loro preghiere.
● Guest Star: Leah Kalish

## Istinto di giustizia
- Titolo originale: Final Justice
- Diretto da: Joe Coppoletta
- Scritto da: Rick Hosky

### Trama
Walker apprende che un trafficante d'armi che credeva morto ha cambiato nome e vive in un altro Stato; la cosa lo riguarda particolarmente perché era stato proprio quell'uomo ad avergli ucciso anni prima i genitori. Walker finge di voler comprare alcune armi e riesce ad avvicinare il trafficante, però viene scoperto e catturato. Il criminale vuole uccidere anche Walker e lo fa appendere per le braccia per farlo morire di sete. Un paio di giorni dopo il Ranger ha una visione e gli appare lo spirito di suo padre, dicendogli che non morirà quel giorno e che deve fare giustizia. Walker riesce a liberarsi e dopo avere bevuto fugge nel bosco, sconfiggendo gli uomini che il trafficante gli ha mandato dietro. Salva anche Trivette, che stava per essere ucciso da alcuni razzisti, poi insegue il capo dei criminali in una fabbrica. L'uomo, scappato in cima a una scala, cerca di colpire Walker con un coltello, ma il Ranger lo butta giù afferrandolo all'ultimo istante per le braccia. Dopo qualche esitazione Walker rinuncia a vendicarsi e consegna il delinquente alla giustizia.

## Il linciaggio
- Titolo originale: The Lynching
- Diretto da: Michael Preece
- Scritto da: Nicholas Corea

### Trama
In un paese una ricca signora viene uccisa. Il colpevole sembra essere Jonah, un ragazzo con leggeri problemi mentali che svolgeva qualche lavoro per la donna. Il giovane si dichiara innocente ma nessuno gli crede. Walker arriva nel paese insieme a Trivette ed è l'unico a credere all'innocenza di Jonah; i due iniziano a indagare sull'omicidio. Jonah era già odiato da tutto il paese perché anni prima aveva ucciso senza volerlo un ragazzo che l'aveva infastidito: la folla cerca quindi di assaltare la prigione per impiccarlo. Walker, con lo sceriffo del posto e l'aiuto dello zio del ragazzo, cerca di allontanare la folla. Alcuni riescono anche a penetrare nella prigione, ma vengono fermati da Walker, che d'accordo con lo sceriffo decide di nascondere Jonah in una baracca. I paesani però li trovano e, ubriachi, danno fuoco al rifugio che poi crolla. I tre si salvano e Walker costringe il capo della folla a dirgli chi è stato a rivelargli dove erano nascosti; l'uomo rivela che è stato proprio lo zio del ragazzo a rivelargli il nascondiglio. Così l'uomo, tirata fuori una pistola, prende in ostaggio il ragazzo. Convinto di potere fuggire confessa quindi l'omicidio: aveva interesse a fare morire sia il nipote che la donna perché lei, non avendo parenti, gli avrebbe lasciato la sua eredità. Jonah, sconvolto, disarma lo zio, che viene catturato.

## Acque bianche
- Titolo originale: Whitewater: Part 1 e 2
- Diretto da: Michael Preece
- Scritto da: Liz e Luciano Comici

### Trama
Walker rimane ferito durante un arresto e deve prendersi un periodo di riposo; Alex ne approfitta per portarlo con sé ad una gita in gommone sulle rapide per fare rafting insieme a un gruppo di altri turisti. Nel frattempo Garland Briscoe, un criminale assassino, riesce a fuggire di prigione. Trivette inizia a dargli la caccia assieme a C.D.; dato che Briscoe lascia dietro di sé una scia di morti (il suo marchio è quello di tagliargli la gola da un orecchio all'altro) i due Ranger ne seguono le tracce, interrogando anche il Ranger che anni prima lo arrestò. Nel frattempo Walker e Alex si divertono durante la loro vacanza e tutto sembra andare per il meglio, finché uno dei componenti non viene misteriosamente ucciso. Inoltre l'assassino ha distrutto anche la radio e quindi Walker non può contattare i colleghi. Così Walker inizia a sospettare che l'assassino sia proprio tra i partecipanti alla gita, mentre il gruppo decide di recarsi alla vicina stazione dei Ranger per chiedere aiuto. Trivette e C.D. continuano a indagare su Briscoe e scoprono che egli si è diretto nella stessa direzione in cui Walker e Alex sono andati a fare rafting, così si mettono alla loro ricerca. Intanto il gruppo, a causa delle forti onde del fiume, è costretto a fermarsi e a chiedere aiuto a un pescatore, che però poco dopo viene ucciso. Trivette e C.D. trovano i cadaveri di due guide turistiche vicino al fiume e Walker scopre che l'assassino è la guida del gruppo, che non è altro che Briscoe: infatti lo incontra faccia a faccia e lo smaschera, ma il criminale lo stordisce insieme alla sua ragazza e lo butta nel fiume. Dopo prende in ostaggio il gruppo e li obbliga a pagaiare: l'assassino si era difatti sostituito alla vera guida, uccidendola, per fuggire in Messico attraverso il fiume. Trivette e C.D. cercano continuamente il gruppo senza risultati. Intanto il criminale uccide la sua stessa ragazza ma Walker, che è sopravvissuto, riesce attraverso una vecchia carrucola su di una montagna a lanciarsi su Briscoe, che cade in acqua, viene sconfitto da Walker ed infine nuovamente arrestato.
● Guest Star: Bruce MacKinnon (Garland Briscoe), Max Gail, Jonah Blechman, James Handy, Carrie Hamilton, Anastascia Belmonte

## Bande rivali
- Titolo originale: The Covenant
- Diretto da: Tony Mordente
- Scritto da: Galen Thompson e Gordon T. Dawson

### Trama
Due bande di teppisti, i Diamantes e i Vatos Locos, sono in lotta per un quartiere. Ernesto Lopez, un giovane che faceva parte dei Vatos Locos, è ora un onesto lavoratore e lotta per tenere suo fratello minore lontano dalla sua vecchia banda, ma una sera viene ferito gravemente in una sparatoria e la colpa sembra essere dei Diamantes. Walker scopre tuttavia che essi, molto più onesti e rispettosi della legge, sono innocenti e arresta invece il capo dell'altra banda, Sonny Portillo, che è un codardo ed ha investito C.D. quando quest'ultimo si era rifiutato di pagargli il pizzo. I compagni del teppista, con la minaccia di morte in caso di tradimento, pagano la sua cauzione facendolo uscire, ma successivamente i Ranger scoprono che è stato lui a sparare a Ernesto, incolpando i Diamantes, per fare entrare suo fratello nella banda, facendogli credere di vendicarlo. La vigilia di Natale sta per scoppiare la guerra tra bande che voleva Portillo, ma Walker, dopo aver convinto i Diamantes, sfida i Vatos Locos a combattere contro di lui, sconfiggendoli e arrestando il loro capo per tentato omicidio, così la banda, avendo ormai constatato grazie al Ranger che Portillo è un assassino, viene definitivamente sciolta. Ernesto intanto si è ripreso e suo fratello, resosi conto del gravissimo errore che avrebbe rovinato per sempre la sua vita, ha abbandonato la banda.
- Questo episodio è dedicato a tutte le giovani e innocenti vittime della violenza delle bande.

## Rodeo
- Titolo originale: Rodeo
- Diretto da: Michael Preece
- Scritto da: Babs Greyhosky

### Trama
Un boss mafioso finito in prigione ha pagato un falso testimone in suo favore e sta cercando di ottenere un nuovo processo che lo assolva. Contemporaneamente il criminale fa uccidere i veri testimoni e ne resta uno soltanto, un campione di rodeo che è stato fidanzato di Alex. Egli si dichiara disposto a testimoniare nuovamente, ma rifiuta la protezione dei Ranger poiché rischia comunque la vita nel suo lavoro. Walker lo protegge ugualmente e lo salva da due attentati uccidendo i killer; non riesce però a evitare che un amico del testimone, fattosi avanti per proteggerlo, finisca ucciso al suo posto. Nel frattempo un terzo killer, una donna che fingeva di seguire il rodeo, cerca di uccidere il testimone e Alex sparando sul camper in cui viaggiano e mettendovi poi una carica esplosiva. Walker, avvertito da Alex, si fa portare sul posto con un deltaplano a motore, salta nell'auto del killer e getta lontano la bomba prima che esploda.

## Una pace difficile
- Titolo originale: Flashpoint
- Diretto da: Aaron Norris
- Scritto da: Bruce Cervi e John Lansing

### Trama
Adam McGuire, un ex combattente irlandese, è stato invitato a Dallas per concludere un trattato di pace tra Gran Bretagna e Irlanda del Nord. Purtroppo però, durante una conferenza stampa, un gruppo di guerriglieri irlandesi cattolici, contrari al suo progetto di pace con gli inglesi protestanti, cerca di ucciderlo, facendo molte vittime innocenti. Per fortuna Walker riesce a salvarlo e ad arrestare il capo, Gavin Malloy, ex compagno d'armi di McGuire. I federali hanno deciso di trasferire Malloy nel carcere di Fort Sumner ma, lungo il tragitto, i suoi uomini, guidati dal figlio Derek, uccidono barbaramente tutti gli agenti federali e lo liberano. Minacciando un prete irlandese si sono nascosti nello scantinato della sua chiesa cattolica. Anche il secondo tentativo di uccidere McGuire viene sventato da Walker. Allora Jane, la ragazza di Derek, decide di sedurlo e ucciderlo, ma Walker riesce a scoprirla e si salva da una sparatoria. Dopo avere ucciso il prete, che si era messo in contatto con Walker, i terroristi hanno scoperto che McGuire si nasconde nell'ufficio di Duncan McCallum, un suo amico irlandese miliardario. Per fortuna Walker e Trivette accorrono in suo aiuto. Mentre Trivette insegue i Malloy Walker mette fuori combattimento i due uomini che erano con loro, Jack Childers e Terry McLane. Malloy viene ucciso da McGuire con un colpo di pistola mentre Derek e la sua ragazza si suicidano per amore gettandosi da una finestra dell'edificio.

## L'uomo di ghiaccio
- Titolo originale: Break In
- Diretto da: Joe Coppoletta
- Scritto da: Jim Brynes

### Trama
Un boss della mafia, benché rinchiuso in carcere, continua a gestire i suoi affari grazie al direttore e le guardie che sono corrotti. Il suo commercialista lo tradisce e decide di testimoniare contro di lui per un omicidio; il boss lo fa uccidere assieme a due Ranger che lo proteggevano. Walker decide di fingersi un killer, soprannominato "l'uomo di ghiaccio", per entrare nella prigione e far confessare il criminale, che potrebbe avere una riduzione di pena per buona condotta (dai dieci anni previsti per estorsione a cinque). Walker riesce a diventare amico del boss, che gli racconta i suoi crimini senza sapere che il Ranger l'ha registrato. Il direttore scopre intanto che il vero "uomo di ghiaccio" si trova in un'altra prigione; immaginando che Walker sia un agente ordina al boss di eliminarlo, ma il Ranger si salva aiutato da Trivette, entrato in carcere come guardia. Ottenute le prove per incastrare il criminale Walker lascia quindi la prigione.

## Il ritorno di LaRue
- Titolo originale: The Return of LaRue
- Diretto da: Michael Preece
- Scritto da: Tom Blomquist

### Trama
Victor LaRue, criminale arrestato da Walker tempo prima, è di nuovo in libertà e vuole vendicarsi di Walker e di Alex, dalla quale è anche attratto. Il delinquente comincia a seguire Alex provocandola in ogni maniera: assiste a un suo interrogatorio in tribunale rendendola quindi distratta mentalmente, le mette un topo morto in un piatto che le era stato servito a una cena di beneficenza, le telefona a casa e addirittura pensa di trasferirsi nel suo stesso palazzo. Inoltre LaRue paga una persona per farsi picchiare e accusare di ciò Walker. Il Ranger si difende dalle accuse ma è preoccupato per Alex, così la ospita nel suo ranch per poterla proteggere. Tuttavia LaRue, dopo avere ucciso i due agenti che lo sorvegliavano a vista, arriva anche lì e, dopo avere catturato la donna, riesce a stordire lo stesso Walker. Il delinquente trascina fuori Walker e lo lega mettendogli degli scorpioni addosso, poi lo lascia solo per tornare da Alex con l'intenzione di violentarla e poi di ucciderla. Il cavallo di Walker sa però sciogliere i nodi e libera il suo padrone. Nonostante sia indebolito dalle punture degli scorpioni Walker riesce a lottare con LaRue e a sconfiggerlo prima di crollare svenuto. Il Ranger viene quindi ricoverato all'ospedale dove si riprende.
- Questo episodio è il seguito dell'episodio Cowboy e si conclude con l'episodio Il processo LaRue.

## Libera come l'aria
- Titolo originale: The Juggernaut
- Diretto da: Tony Mordente
- Scritto da: Calvin Clements Jr.

### Trama
Alex riesce a convincere Connie, una donna aggredita varie volte dal marito, a denunciarlo. Poiché Connie aveva già citato il marito per aggressione ritirando le accuse in aula il giudice si rifiuta di ascoltarla e condanna l'uomo solo per resistenza all'arresto. Alex inserisce Connie in una vacanza-terapia con altre donne maltrattate dai loro compagni, a cui Trivette impartisce lezioni di autodifesa. Intanto il marito di Connie viene rilasciato e vuole vendicarsi della moglie e di Alex, che a suo dire l'ha traviata. Dopo avere cercato di investire Trivette e C.D. l'uomo insegue la moglie in un bosco. L'uomo riesce a raggiungere Connie e sta per ucciderla, ma viene aggredito dalle altre donne che lo sconfiggono prima dell'arrivo di Walker.

## La frontiera dell'inferno
- Titolo originale: El Coyote: Part 1 e 2
- Diretto da: Tony Mordente
- Scritto da: Gordon T. Dawson

### Trama
Un'immigrata clandestina dal Messico, costretta a prostituirsi, riesce a fuggire e chiede aiuto a una sua amica che lavora da C.D. come cameriera. Walker e Trivette arrestano lo sfruttatore e affidano a C.D. la ragazza. Per fermare la tratta di clandestini (tra cui c'è il fratello della cameriera) Walker si reca in Messico e si unisce ai poveri del luogo assieme a un altro agente. Un delinquente (considerato tuttavia un eroe dalla gente che sfrutta) sceglie Walker e i suoi compagni per affidarli a un altro criminale detto il Coyote, che fa passare loro la frontiera. Illusi di potere pagare il viaggio con i loro futuri guadagni i clandestini vengono poi consegnati nelle mani dei loro padroni, che non si fanno scrupoli ad abbandonarli per fuggire agli agenti della frontiera. Walker riesce a sfondare il camion dove lui e gli altri sono rinchiusi, salvandoli dalla morte per soffocamento, e arrivano così al luogo di lavoro, dove gli immigrati sono sfruttati come schiavi, obbligati a rimanervi finché non avranno saldato il debito del viaggio. Walker e il suo amico iniziano a lavorare per i loro padroni, che oltre a maltrattare i clandestini ne uccidono uno che aveva tentato la fuga. Nel frattempo lo sfruttatore delle prostitute, al quale era stata pagata la cauzione dagli altri delinquenti a condizione che catturasse la ragazza che gli era sfuggita, viene nuovamente arrestato da C.D. e Trivette. Walker si ribella ai padroni e dovrebbe essere ucciso, ma avendo dimostrato abilità nel combattimento viene invece trasferito nella villa di una ricchissima signora che si trova a capo della tratta dei clandestini. Ella possiede alcuni lottatori che fa combattere per suo divertimento; Walker la arresta, poi torna al campo di lavoro dove libera gli immigrati e salva il suo amico che stava per essere ucciso dai padroni. Successivamente Walker e il suo amico arrestano anche il Coyote e gli altri criminali, mentre il fratello della cameriera viene assunto da C.D. anch'esso.

## Il vendicatore
- Titolo originale: The Avenger
- Diretto da: Tony Mordente
- Scritto da: Nicholas Corea

### Trama
Durante una sparatoria Walker è costretto a uccidere un giovane che rifiutava di arrendersi e che aveva preso in ostaggio una bambina, Randall Hooks. Caleb, suo fratello maggiore e trafficante di armi, giura di vendicarlo; entrato nella casa del Ranger rapisce Walker dopo avergli sparato un sonnifero e uccide inoltre un agente dell'F.B.I. che si trovava sul posto. Trivette e il collega dell'agente ucciso iniziano a indagare sulla scomparsa di Walker, che è costretto da Caleb a combattere contro i suoi mercenari. Prima affronta un criminale al buio usando solo i suoi sensi, poi affronta un combattente cinese molto abile su una piastra sollevata in aria sotto la quale ci sono delle enormi punte mortali, poi due mercenari addestrati in guerra dallo stesso Hooks. Walker sopravvive a tutte le lotte, pur essendo obbligato a uccidere gli avversari, e Caleb lo obbliga infine a battersi contro di lui, avendo ciascuno un'ascia e un coltello. Pur rimanendo anch'esso ferito Walker riesce a sconfiggere il criminale, prima di venire soccorso da Trivette.
- Questo episodio avrà un seguito nell'episodio Test mortale.
- Guest Star: Michael Parks (Caleb Hooks)

## Dietro il distintivo
- Titolo originale: Behind the Badge
- Diretto da: Michael Preece
- Scritto da: Tom Blomquist

### Trama
Walker lascia a Trivette l'incarico di arrestare un delinquente ricercato dall'FBI, spiegandogli successivamente che sarà seguito da una giornalista, Vanessa, e dalla sua assistente, che fanno parte di un programma tv chiamato "Dietro il distintivo". Trivette, che non ha intenzione di comparire in televisione come il collega, vorrebbe rinunciare, ma quando incontra la giornalista ne è subito attratto ed accetta. Tuttavia, mentre Walker compie numerosi arresti, rendendo felice il nipote del sindaco che sta scrivendo un articolo su di lui, gli sforzi di Trivette per catturare il criminale (e per conquistare la giornalista) sembrano fallire; il Ranger diventa fortemente geloso nei confronti di Walker. Nel frattempo il ricercato, trovato e inseguito da Walker, riesce a sfuggirgli, ma viene arrestato da Trivette al termine di un inseguimento in motoscafo. Trivette riceve così un premio per la cattura del ricercato e la giornalista si innamora di lui, ma viene trasferita in un'altra città, avendo fatto carriera grazie al suo servizio.
- Guest Star: Shari Headley (Vanessa)

## Amnesia temporanea
- Titolo originale: Blackout
- Diretto da: Joe Coppoletta
- Scritto da: Rick Husky

### Trama
Walker indaga su un casinò dove si ricicla denaro sporco, perdendo però la memoria a causa di un colpo in testa. Il Ranger, inseguito dai padroni del locale, fugge assieme a una dipendente che doveva incontrarlo sotto falso nome, e inizia ad avere visioni del suo passato, pur non ricordandosi la sua identità. Il giorno seguente i delinquenti hanno rintracciato l'indirizzo della donna e tentano di eliminarla assieme a Walker; i due riescono nuovamente a fuggire, ma nell'agguato muore uno dei collaboratori del Ranger che aveva filmato i reati al casinò. Walker e la donna si recano quindi nella casa del morto per trovare i nastri; qui subiscono un altro attentato, ma Walker uccide i criminali. Il Ranger, che nel frattempo ha recuperato la memoria, festeggia il nuovo anno assieme ad Alex.

## Gli intoccabili
- Titolo originale: Deadline
- Diretto da: Tony Mordente
- Scritto da: Jeff Myrow (soggetto); Nicholas Corea (sceneggiatura)

### Trama
Per ridurre le spese dello Stato un senatore rimasto vedovo decide di eliminare l'intero corpo dei Texas Ranger, che festeggiano il loro 173º anniversario dalla fondazione nel 1823. Il giorno dopo la figlia del politico viene rapita e viene chiesto un riscatto: Walker e Trivette interrogano le compagne di scuola della ragazza e risalgono a uno dei colpevoli, che fa parte di una banda a cui già davano la caccia. Il senatore rifiuta però l'aiuto dei Ranger, mandando invece un agente dell'F.B.I. a consegnare il riscatto con una radiotrasmittente nascosta. I delinquenti si liberano però della radiotrasmittente e danno informazioni sbagliate su dove hanno nascosto la ragazza per avere il tempo di fuggire. A causa di un ritardo dell'elicottero i rapitori devono ritardare la fuga; i Ranger rintracciano il loro covo e li arrestano. Con una delle sue intuizioni Walker indovina il posto in cui la figlia del senatore è stata rinchiusa: una cassa seppellita. La libera e la rianima con il massaggio cardiaco e la respirazione bocca a bocca aiutato da Trivette. Il senatore, riconoscente, si scusa e rinuncia alla sua idea.

## L'assedio
- Titolo originale: The Siege
- Diretto da: Tony Mordente
- Scritto da: Calvin Clements Jr. e Gordon T. Dawson

### Trama
Walker e Alex, assieme a Trivette e C.D., trascorrono una vacanza dal loro amico Hank, che li ospita nel suo rifugio in montagna. Nei paraggi Alex e Bobby (il figlio di Hank) si imbattono in alcuni trafficanti di droga con cui Bobby ha uno scontro, rimanendo ferito. Alex riesce a fuggire in auto con il giovane, ma i delinquenti circondano il rifugio intenzionati a ucciderli. Mentre Hank cerca di medicare il figlio, a cui C.D. dona il sangue per salvarlo, i trafficanti cercano di incendiare la casa, mandandovi contro un'auto a cui hanno dato fuoco. Walker spara alle gomme dell'auto fermandola, riuscendo poi a catturare uno dei delinquenti, ma lui e Trivette stanno per finire le munizioni. Durante la notte i criminali penetrano nel rifugio, venendo però fermati da tagliole e altre trappole che i Ranger avevano sparso nelle stanze; il loro capo viene invece sconfitto da Walker.
- Guest Star: Matt Clark (Hank)

## L'appeso
- Titolo originale: The Moscow Connection
- Diretto da: Tony Mordente
- Scritto da: Nicholas Corea e Terry D. Nelson

### Trama
Un mafioso russo si trasferisce a Dallas e uccide un boss locale prendendone il posto. Walker chiede aiuto alla polizia di Mosca, che gli invia un suo caporale ad aiutarlo. Ben presto Walker e Trivette si accorgono che l'uomo vale meno di quanto a parole voglia fare credere, tuttavia identifica il boss (che lascia come sua firma la carta da gioco "l'appeso") e cerca di dimostrarsi coraggioso inseguendo un altro criminale che è poi arrestato da Walker. Per dimostrarsi all'altezza dei Ranger il caporale decide di fingersi una spia per conquistarsi la fiducia del boss e, successivamente, rivelarne il covo a Walker. Il piano funziona ma subito dopo avere telefonato ai Ranger il caporale viene scoperto. Walker e Trivette piombano sul posto e arrestano la banda, tranne il boss che arriva alle spalle di Walker e sta per ucciderlo. Il caporale gli salta addosso, lotta con lui e lo sconfigge, salvando così la vita a Walker.

## La leggenda del lupo magico
- Titolo originale: Miracle at Middle Creek
- Diretto da: Michael Preece
- Scritto da: Rick Husky

### Trama
Un uomo che ha perso il lavoro e la casa si rivolge a un conoscente che però lo obbliga ad aiutarlo in una rapina, promettendogli una parte del bottino. Walker e C.D. mettono in fuga i ladri e ne arrestano uno; l'uomo coinvolto a forza, rimasto separato dagli altri, scappa con l'intero bottino ritornando dalla moglie e dal figlio. Il suo bambino precipita però in un pozzo e l'uomo corre a cercare aiuto; in breve molta gente arriva ad aiutarlo, compreso Walker che si fa calare nel pozzo. Dopo avere raggiunto il bambino un crollo seppellisce entrambi e Walker cerca di distrarre il bimbo raccontandogli alcune leggende indiane. Mentre Trivette arresta il resto della banda un soccorritore riesce a tirare fuori il bambino, ma un nuovo crollo blocca Walker, che viene recuperato da Trivette. Il padre del bambino confessa di avere partecipato alla rapina, ma non viene condannato e anzi ottiene un nuovo lavoro.

## La partita
- Titolo originale: Hall of Fame
- Diretto da: Michael Preece
- Scritto da: Bruce Cervi e John Lansing

### Trama
Un serial killer si finge fotografo per avvicinare una ragazza, poi la rapisce e ne manda le foto a C.D., sfidandolo a trovarla prima che lui la uccida. All'arrivo dei Ranger il killer ha però impiccato la vittima. C.D. racconta che quell'uomo, l'unico criminale che non era riuscito a catturare quando era in servizio, aveva già compiuto vari delitti sparendo poi quando lui aveva rinunciato al caso. Il killer, appreso che C.D. sta per ricevere un premio per la sua carriera da Ranger, lo sfida a riprendere la "partita" e ad arrestarlo prima che uccida di nuovo. Nel frattempo una donna, sfuggita al criminale, ne fornisce una descrizione permettendo ai Ranger di riconoscerlo. Il killer riesce a sfuggire a Walker e ferisce Trivette, ma infine C.D. lo uccide.